# Wielka piątka Afryki
Wielka piątka Afryki (ang. The Big Five of Africa) – określenie obejmujące pięć gatunków dużych ssaków, zamieszkujących Afrykę: afrykańskiego słonia sawannowego, nosorożca czarnego, lwa, bawołu afrykańskiego i lamparta. Zwierzęta te tradycyjnie uważane są za najgroźniejsze na kontynencie, co jednak nie odpowiada w pełni prawdzie, jako że najwięcej osób w Afryce zabijają niezaliczone do wielkiej piątki hipopotamy.
Termin został wymyślony i wprowadzony przez myśliwych polujących na grubą zwierzynę w Afryce. Obecnie jest powszechnie stosowany w przewodnikach turystycznych i przyrodniczych opisujących zwierzęta afrykańskie i safari. Głównym kryterium wyboru gatunków nie były osiągane rozmiary, lecz stopień trudności i ryzyka związanego z ich upolowaniem. Zwierzęta Wielkiej Piątki znane są ze swej waleczności, zwłaszcza kiedy bronią swych młodych lub kiedy zostaną zranione. Cała piątka należy do najbardziej niebezpiecznych zwierząt świata.
Te gatunki można spotkać na wolności w takich krajach subsaharyjskiej Afryki jak Tanzania, Kenia, RPA, Malawi, Namibia, Zambia, Zimbabwe, Demokratyczna Republika Konga, Botswana i Uganda. Najsłynniejsze parki narodowe i rezerwaty przyrody, w których występuje wielka piątka to Park Narodowy Krugera, Serengeti, Ngorongoro, Masai Mara, Amboseli, Lake Nakuru i Zambezi National Park.

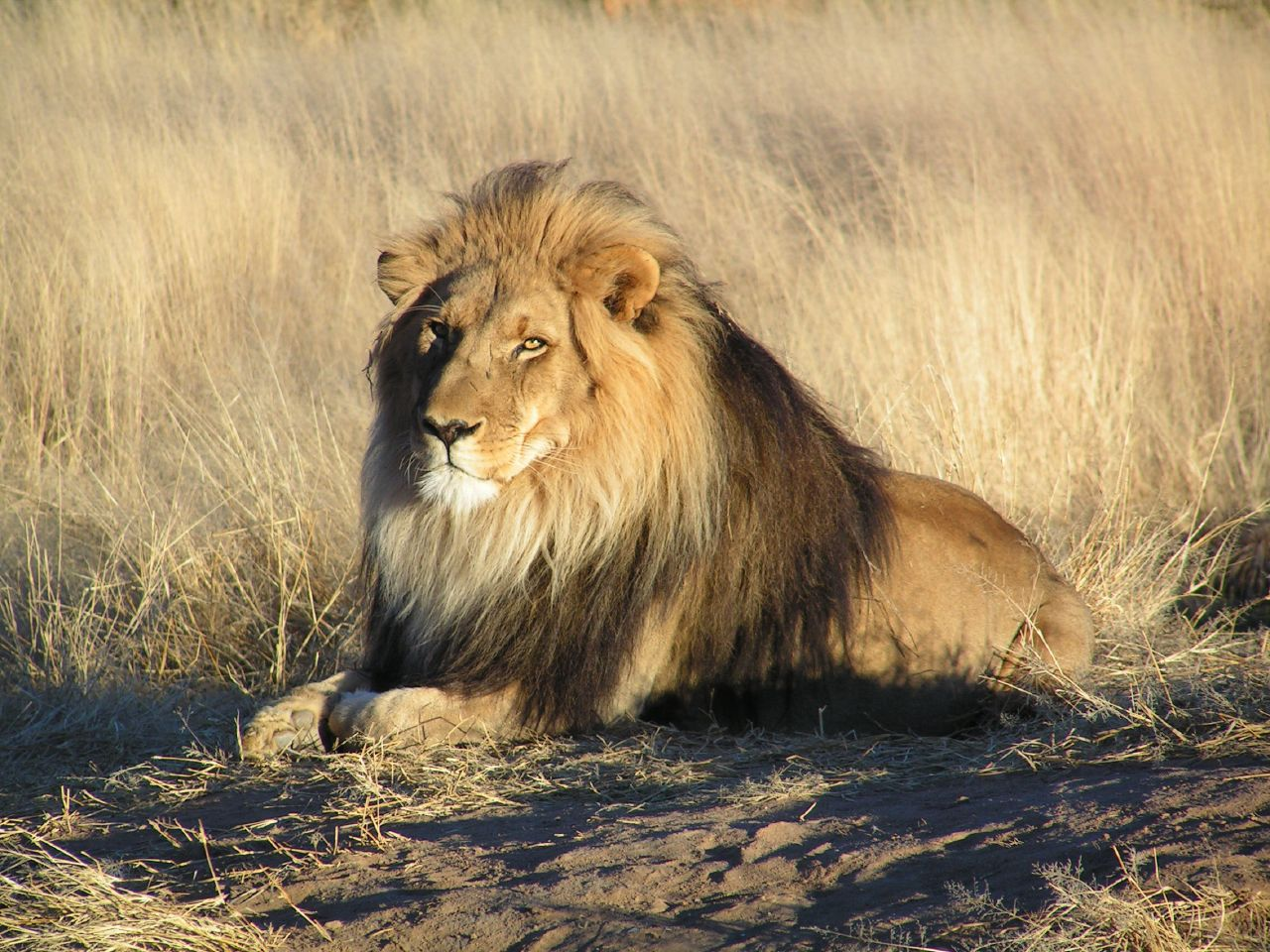
Lew (Panthera leo)
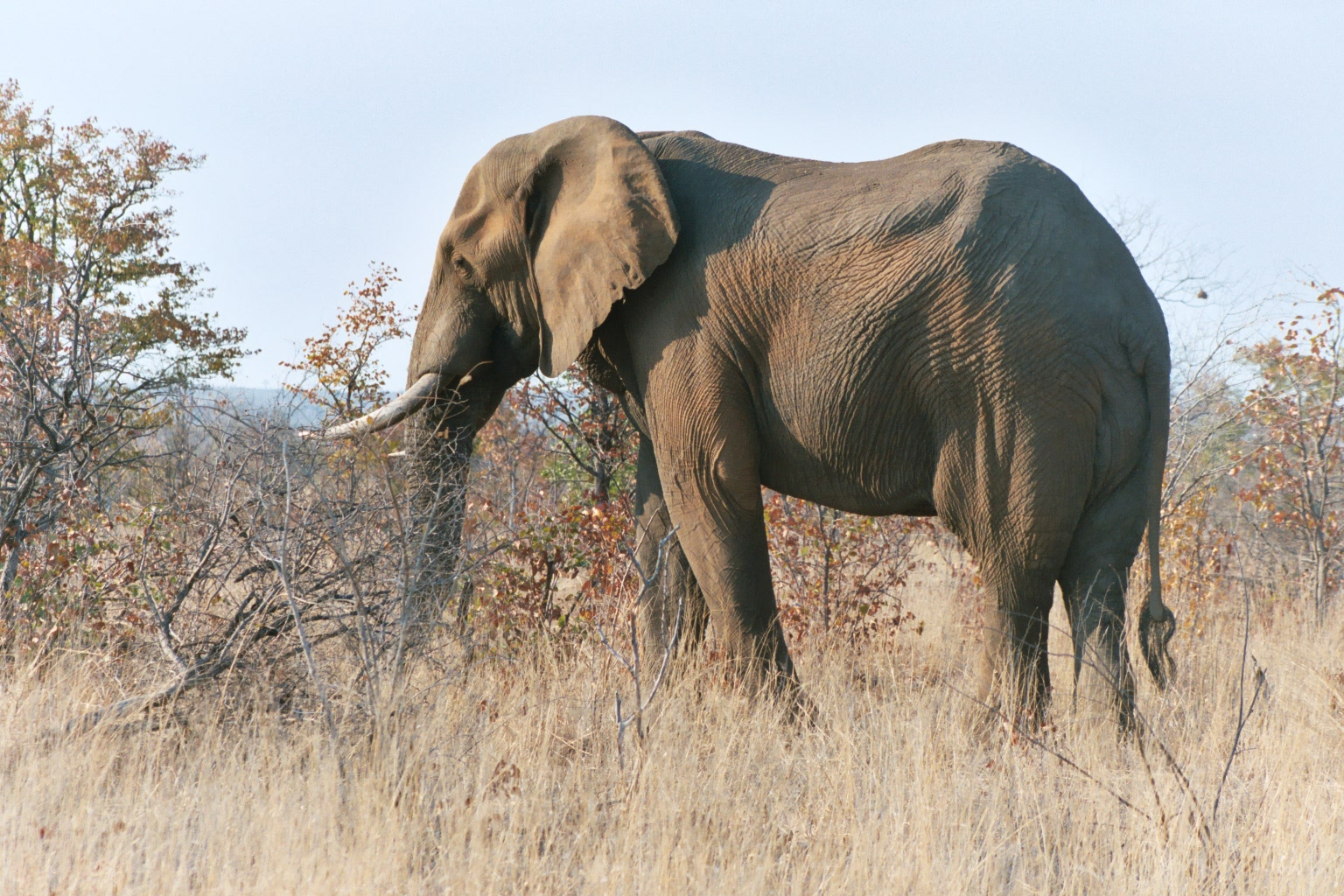
Słoń afrykański (Loxodonta africana)
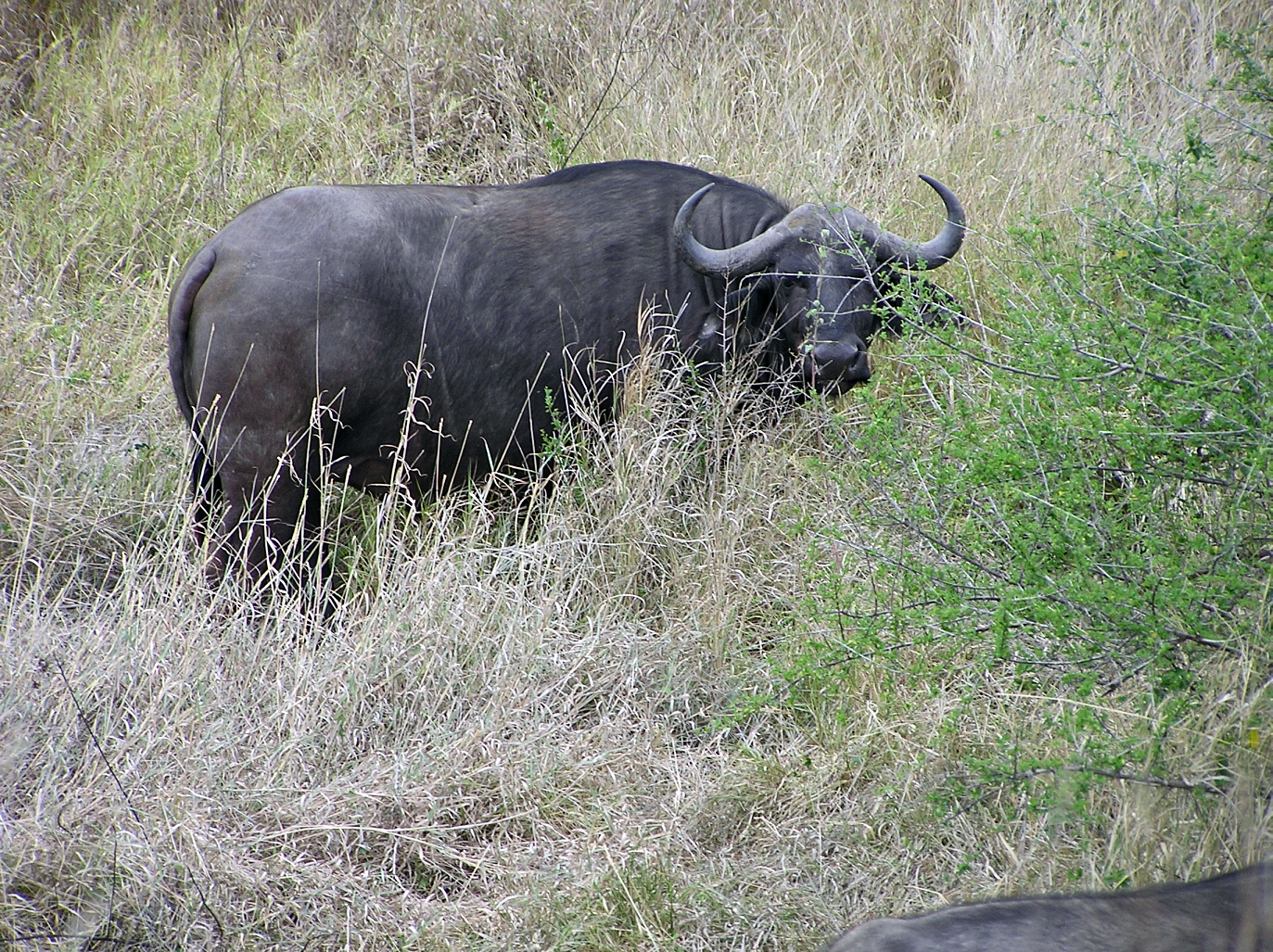
Bawół afrykański (Syncerus caffer)
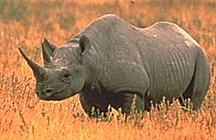
Nosorożec czarny (Diceros bicornis)
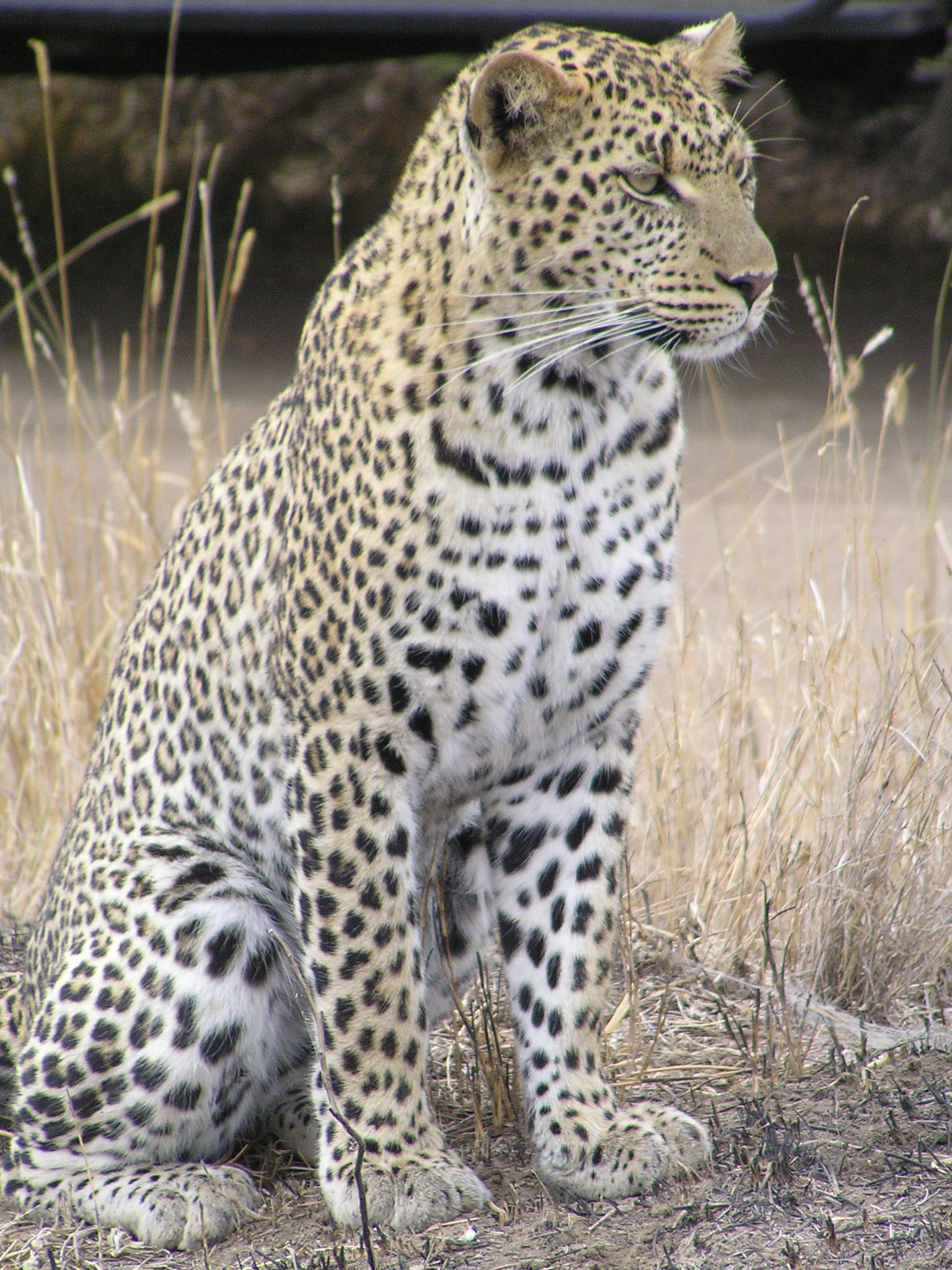
Lampart (Panthera pardus)